# 拉乌夫·登克塔什
拉乌夫·拉伊夫·登克塔什（土耳其語：Rauf Raif Denktaş，1924年1月27日—2012年1月13日）是北塞浦路斯土耳其共和国的律师、法学家、北賽普勒斯總統。

## 生平
登克塔什出生在帕福斯，毕业于尼科西亚英语学校。毕业后，他在法马古斯塔做翻译，后成为一名法院书记官，之后又做了一年的教师。随后，他前往伊斯坦布尔和伦敦学习，后成为法庭律师。曾任塞浦路斯共和国的第二任副总统。

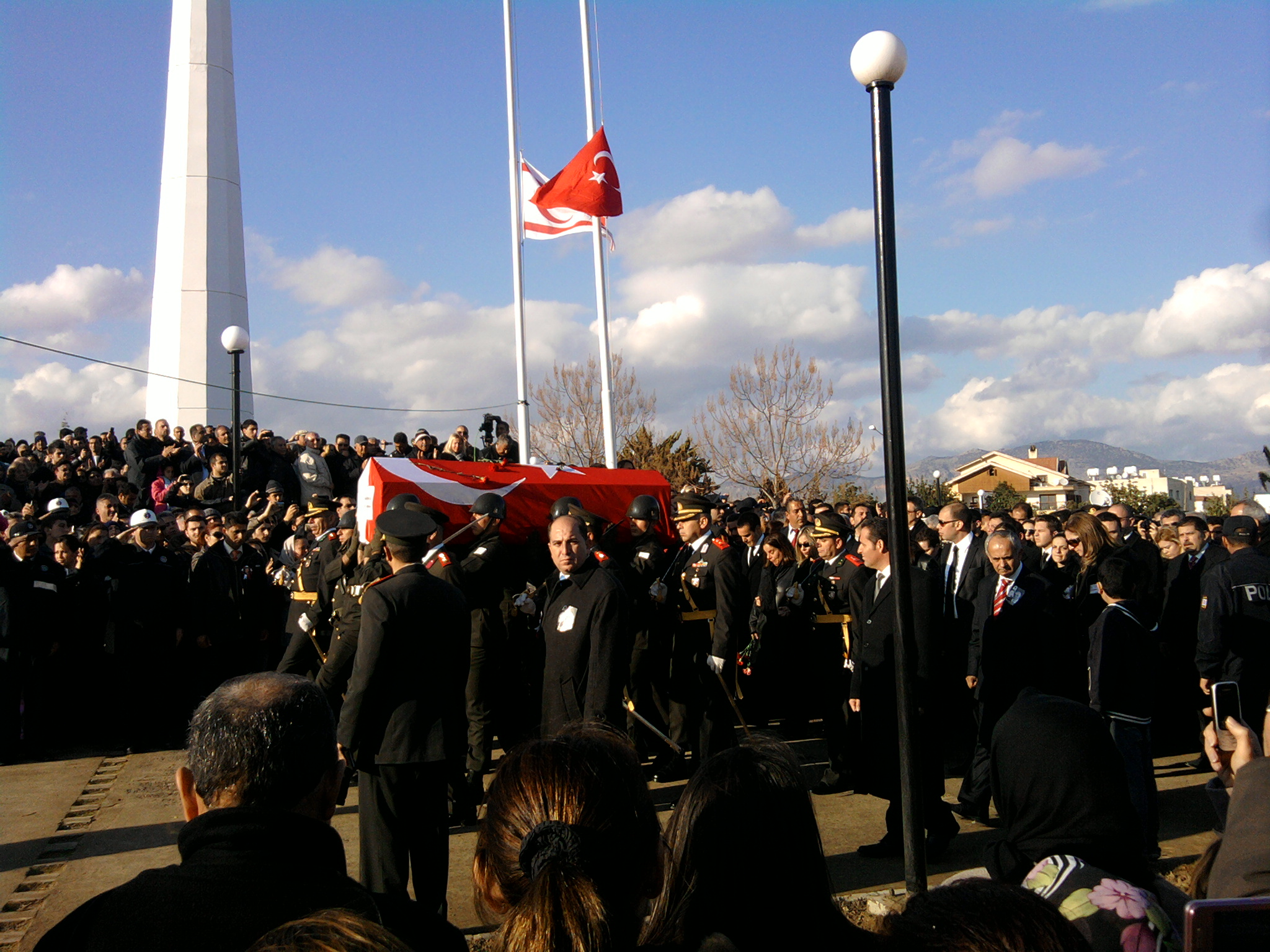
登克塔什追悼会